# Провања (Белуно)
Провања (итал. Provagna) је насеље у Италији у округу Белуно, региону Венето.
Према процени из 2011. у насељу је живело 280 становника. Насеље се налази на надморској висини од 459 м.